# 完颜蒲查
完颜蒲查，金朝官员，又作完颜蒲察，女真族，完颜氏，完顏冶訶之孙，散达的儿子。
完颜蒲查从上京（治今黑龙江哈尔滨市阿城区白城）梅坚河，改屯天德（今内蒙古乌拉特前旗）。初为元帅府“扎也”，出使四方称职，处理事情能得其实，领猛安。金熙宗皇统年间，担任同知开远军节度使，斥候严整，边境无事。完颜亮正隆初年，为中都路兵马判官。抚治京城中都有方，百姓得安。改任安化军节度副使。金世宗大定二年（1162年），领行军万户，充邳州刺史、知军事，领本州万户，管所屯九猛安军，历任昌武军节度使，山东副都统。以行元帅府副统事跟随撒改南征宋朝。入朝为太子少詹事，升任开远军节度使，袭任伯父完颜骨赧猛安，历任婆速路兵马都总管、西北路招讨使。为人廉洁忠直，临事能决断，任事为人称道。